# 손종학 (1957년)
손종학(孫宗鶴, 1957년 8월 3일 ~)은 대한민국 전직 울산광역시청 체육지원과장이자 현재 제7대 울산광역시의회 의원이다.

## 학력
- 울산대학교 정책대학원 행정학 석사

## 경력
- 울산광역시청 관광과 관광기획담당 사무관
- 2016.01 ~ 2016.12 울산광역시청 체육지원과 과장
- 2018.07 ~ 2022.06 제7대 울산광역시의회 의원
- 2018.07 ~ 2020.06 제7대 울산광역시의회 전반기 행정차지위원회 위원
- 제7대 울산광역시의회 윤리특별위원회 위원
- 제7대 울산광역시의회 예산결산특별위원회 위원

## 역대 선거 결과
|  | 48.87% |

|  | 39.38% |